# Ropica ceylonica
Ropica ceylonica là một loài bọ cánh cứng trong họ Cerambycidae.